# Like Us
Like Us é o sexto álbum de estúdio do cantor e compositor estadunidense Jon McLaughlin. Ele foi lançado em 9 de outubro de 2015, nos Estados Unidos, pela gravadora Razor & Tie.

## Gravação e produção
Em julho de 2015, Jon McLaughlin anunciou que estava trabalhando em um novo álbum que deveria ser lançado no final do ano. Em entrevista, ele disse que havia chamado o produtor musical John Fields para trabalharem juntos no álbum OK Now (2008). No mesmo mês, ele divulgou em sua conta no SoundCloud a canção "Before You", que se tornou o primeiro single do álbum, sendo lançada nas lojas virtuais em agosto.

## Temática e composição
Depois do lançamento de seu último álbum, Holding My Breath (2013), Jon McLaughlin ficou dois anos compondo para um novo projeto. O processo de escrita começou logo após o lançamento do último álbum, o que, para ele, foi algo inédito, uma vez que ele mantinha uma pausa entre os seus trabalhos.
A temática principal escolhida para o álbum foi "relacionamentos". Durante entrevista, Jon McLaughlin afirmou que "queria escrever um álbum que falasse de relacionamentos, não apenas com canções de amor (...) eu queria um álbum que representasse o meu relacionamento [McLaughlin é casado e tem dois filhos], e também a todos os diferentes ângulos, os altos e baixos, as emoções". As canções do projeto contém temas como divórcio, construção do relacionamento, mágoa, paciência, entre outros. Jon disse que o processo de escrita do álbum foi fácil. Ele tentou olhar para as diferentes formas e ângulos sobre relacionamentos.
Eu não queria escrever canções que falasse apenas do dia em que você conheceu uma pessoa, isto é, boas canções de amor. Apesar de Like Us conter essas canções também, por ser, obviamente, uma parte importante. Mas, você também encontrará no álbum questões mais profundas do que isso.
A canção "Down on History", por exemplo, segundo o próprio Jon McLaughlin, fala sobre "um relacionamento de longo prazo (...) Eu acho que os relacionamentos de longo prazo tem aqueles momentos em que você tenta atender 50/50 para cada, mas, às vezes, um sempre acaba tendo de dar 75%. Trata-se de lutar pelo relacionamento". Já "Walk Away", última faixa do álbum, trata-se de uma canção triste, "realmente deprimente, mas, eu estou feliz com essas letras também", afirma.

## Divulgação
Com o anúncio de lançamento do novo álbum, e o lançamento da canção "Before You" em julho, Jon McLaughlin anunciou a turnê de promoção do novo trabalho. Ela começou em 15 de outubro, em Dallas, Texas, nos Estados Unidos.

## Lista de faixas
| N.º | Título                          | Compositor(es)      | Duração |  |
| 1.  | "The Beginning"                 | Jonathan McLaughlin | 1:05    |  |
| 2.  | "Before You"                    | McLaughlin          | 3:44    |  |
| 3.  | "Down in History"               | McLaughlin          | 4:20    |  |
| 4.  | "I Am Always Going to Love You" | McLaughlin          | 3:30    |  |
| 5.  | "Don't Mess With My Girl"       | McLaughlin          | 3:26    |  |
| 6.  | "I Want You Anyway"             | McLaughlin          | 3:52    |  |
| 7.  | "Thank God"                     | McLaughlin          | 3:50    |  |
| 8.  | "More Than Me""                 | McLaughlin          | 3:40    |  |
| 9.  | "You and I"                     | McLaughlin          | 2:57    |  |
| 10. | "Let Go"                        | McLaughlin          | 4:36    |  |
| 11. | "Walk Away"                     | McLaughlin          | 6:46    |  |

## Desempenho
Like Us estreou na Top Rock Albums da Billboard em 31 de outubro de 2015, ocupando a 45ª posição. O álbum permaneceu na parada por uma semana.

## Paradas
| Parada (2015)                              | Melhor posição |
| ------------------------------------------ | -------------- |
| Estados Unidos (Billboard Top Rock Albums) | 45             |